# Gobierno estatal de Rubén Rocha Moya
El Gobierno estatal de Rubén Rocha Moya es el actual gobierno de Sinaloa desde noviembre de 2021. Rubén Rocha Moya fue investido Gobernador de Sinaloa después de ganar la elección del 6 de junio con el 56.60% de los votos emitidos, siendo postulado por la coalición Juntos Hacemos Historia, conformada por Morena y el Partido Sinaloense, sucediendo así al gobierno de Quirino Ordaz Coppel.

## Transición gubernamental
La transición gubernamental de Rubén Rocha Moya inició formalmente el 30 de septiembre de 2021 cuando presentó ante medios de comunicación la lista de los integrantes para el proceso de «entrega-recepción», para discutir los trabajos de entrega y recepción de gobiernos.

## Toma de protesta
El 31 de octubre de 2021, a las 11:00 horas (UTC –7) se convirtió en Gobernador Constitucional rindiendo protesta ante la LXIV Legislatura del Congreso del Estado de Sinaloa juramentando ante el texto contenido en el artículo 144 de la constitución local:

Protestáis guardar y hacer guardar la Constitución Política de la República, la del Estado, y las leyes que de ellas emanen, y cumplir leal y patrióticamente el cargo de Gobernador Constitucional del Estado de Sinaloa que el pueblo os ha conferido, mirando en todo por el honor y prosperidad de la República y del Estado.

El 1 de noviembre a las 00:00 horas (UTC –7), presentó y tomaron protesta a los 14 integrantes de su gabinete. Su administración convirtió en el primer gobierno de izquierda del estado de Sinaloa.